# 徐傑 (成化進士)
徐傑（1438年—？），字民望，山西大同府大同縣人，匠籍。明朝政治人物。進士出身。

## 生平
山西鄉試第三十五名。成化五年（1469年）乙丑科會試第一百四十五名，殿試登進士第三甲第一百四十八名。歴官安慶府知府。

## 家族
曾祖父徐全。祖父徐景中。父亲徐貴。